# Krystyna Bunsch-Gruchalska
Krystyna Bunsch-Gruchalska, właściwie Krystyna Gruchalska-Bunsch (ur. 14 września 1920 w Lublinie, zm. 4 kwietnia 2013 w Krakowie) – polska malarka i poetka. W twórczości malarskiej wywodziła się z kręgu kolorystów z odniesieniami do kubizmu i malarstwa materii.

Córka międzywojennego architekta Aleksandra Gruchalskiego.

## Życiorys
W roku 1939 zdała maturę w Prywatnym Żeńskim Gimnazjum i Liceum Sióstr Urszulanek w Lublinie, lecz wybuch wojny uniemożliwił podjęcie studiów na polonistyce. W latach 1942–1944 uczyła się w Szkole Malarstwa i Rysunku J. Miłosiowej w Lublinie. W latach 1945–1949 studiowała w krakowskiej Akademii Sztuk Pięknych malarstwo w pracowni prof. Hanny Rudzkiej-Cybisowej oraz grafikę u prof. Andrzeja Jurkiewicza i Konrada Srzednickiego. W roku 1949 wyjechała do Pragi na dalsze studia w Akademii Výtvarných Umění, gdzie w 1951 r. otrzymała dyplom ukończenia studiów.

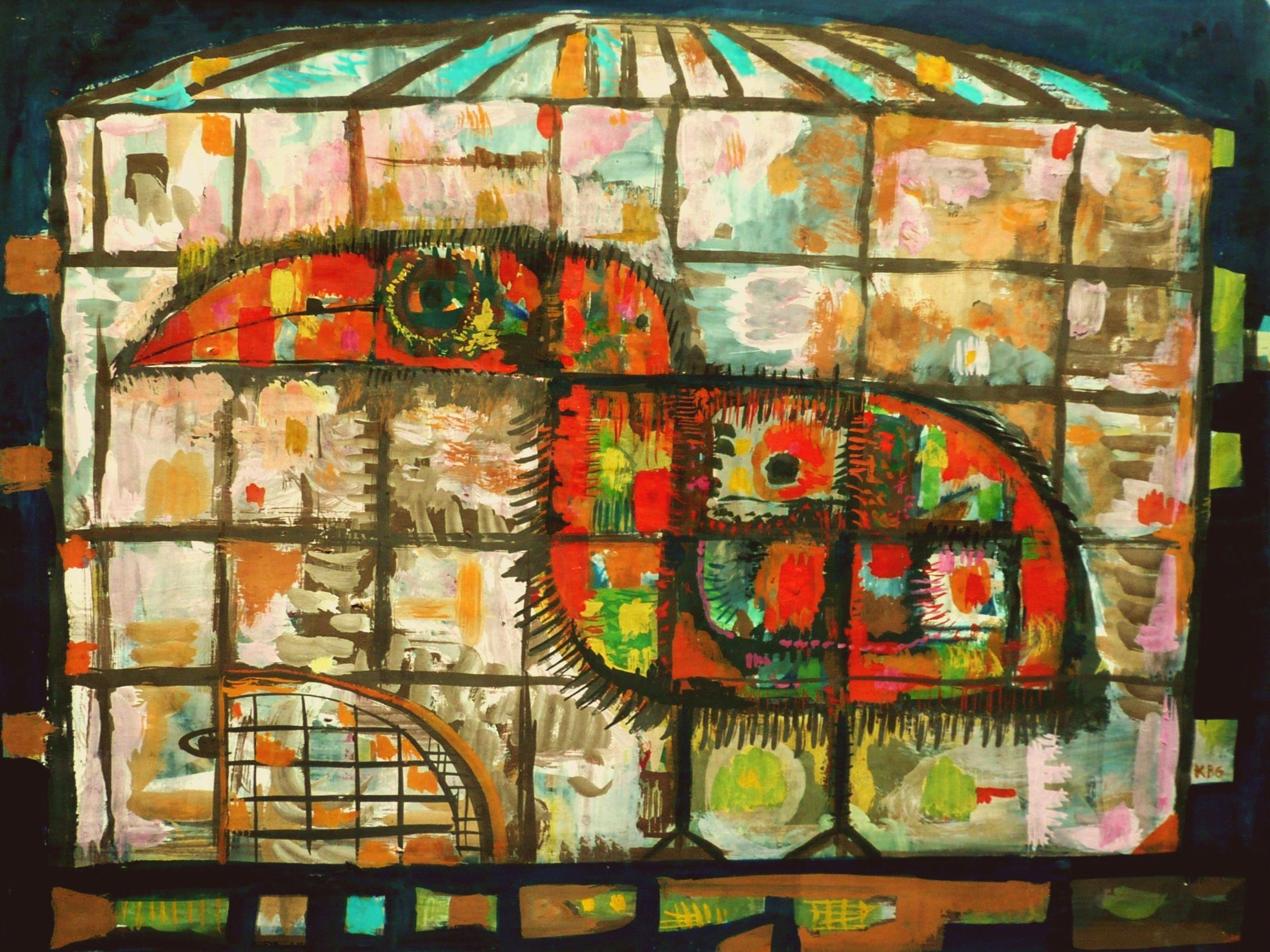
Krystyna Bunsch-Gruchalska – Ptak, tempera

Po powrocie do Krakowa w 1951 brała czynny udział w życiu plastycznym, począwszy od II Ogólnopolskiej Wystawy Plastyki w Warszawie w roku 1951, jednak  fascynacja awangardą oraz nowoczesną sztuką francuską spowodowały, że jej twórczość mogła rozwinąć się po zmianach roku 1956. Podejście do malarstwa opierało się na przetworzeniu doświadczeń kolorystów i nawiązaniu do kubizmu (cykl Uczty, inspirowany Iwoną W. Gombrowicza, Ptak, Miasto oraz Koncert). Temat stanowił pretekst do zestawienia barw, a pole obrazu otwierało przestrzeń poszukiwań kompozycyjnych. Nakładanie farby wnosiło cechy fakturowe (Algi I). W grafice często pojawiały się wielowarstwowe kolaże jako opisanie śladów rzeczywistości (Podróż, Podróż na południe).

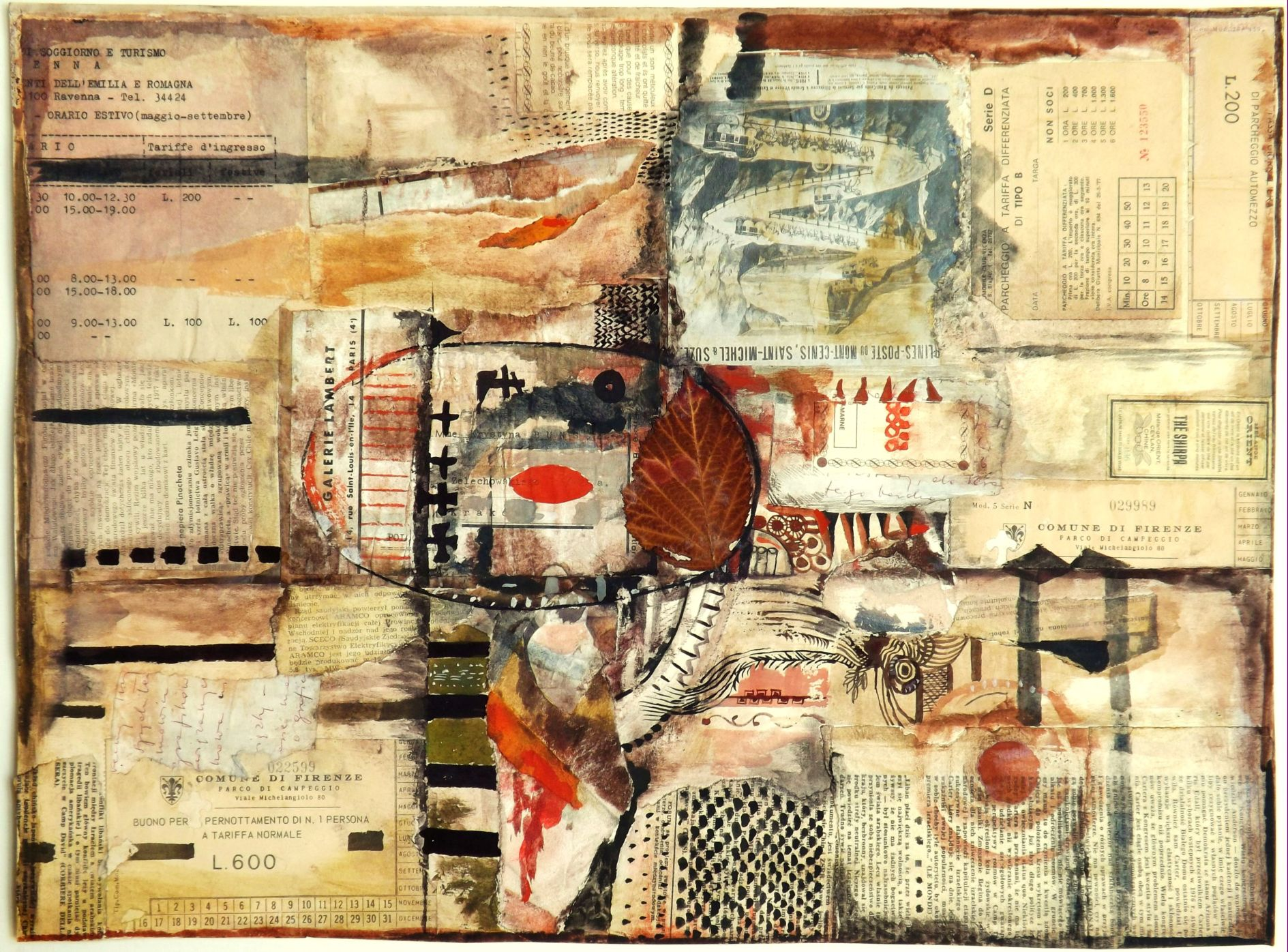
Krystyna Bunsch-Gruchalska – Podróż na południe, collage

Wystawy indywidualne: Stalowa Wola 1958, Kraków 1960, 1964, Szczecin 1962 oraz pośmiertna Kraków 2014. Uczestniczyła także w I (1966), II (1968), III (1970) oraz V (1974) Międzynarodowym Biennale Grafiki w Krakowie. Brała udział w wielu wystawach okręgowych i ogólnopolskich, gdzie jej prace otrzymywały wyróżnienia: m.in. w V Ogólnopolskim Konkursie Marynistycznym (1969), Ogólnopolskim Konkursie na Ekslibris „Zabytki Ziemi Kieleckiej” (1969), Ogólnopolskim Festiwalu Artystycznym „Wiosna Opolska” (1970).
Uczestniczyła również w wystawach sztuki polskiej za granicą, m.in. w Norwegii, Jugosławii, Czechosłowacji, Danii, Włoszech, Szwecji, Kanadzie, Szwajcarii, Turcji i Finlandii.
Współpracowała ponadto z mężem Franciszkiem Bunschem przy wykonywaniu szeregu projektów dla Wydawnictwa Artystyczno-Graficznego i Krajowej Agencji Wydawniczej w Krakowie oraz przy projektowaniu kart do gry (KZWP w Krakowie, obecnie Fabryka Kart Trefl-Kraków),  m.in. karty ludowe wydane w 1965 oraz karty do skata (1963) i historyczne (1970). Wspólnie z F. Bunschem opracowała graficznie książkę T. Kudlińskiego Maska i oblicze teatru (1963), a także barwne obwoluty do wydania trylogii antycznej Karola Bunscha Olimpias, Parmenion, Aleksander (1967–1969).
Po roku 1979 wycofała się z działalności wystawienniczej koncentrując się na twórczości poetyckiej, będącej dialogiem z antykiem i kulturą śródziemnomorską.
Zmarła w roku 2013. Została pochowana na Cmentarzu Salwatorskim w Krakowie.
W roku 2014 odbyła się w Towarzystwie Przyjaciół Sztuk Pięknych w Krakowie wystawa retrospektywna prezentująca jej dorobek malarski i graficzny. W tym samym roku wydano wybór wierszy w tomie zatytułowanym Rozmowa (Kraków 2014).
W roku 2016 zaprezentowano jej twórczość w ramach wystawy Sygnowano: Bunsch na Zamku Książąt Pomorskich w Szczecinie, a w Książnicy Pomorskiej pokazano opracowywane wspólnie z F. Bunschem projekty kart do gry.

## Prace w zbiorach
- Muzeum Narodowe w Krakowie
- Ossolineum we Wrocławiu
- Muzea w Bydgoszczy, Szczecinie, Fromborku
- oraz w kolekcjach prywatnych